# Ory Okolloh

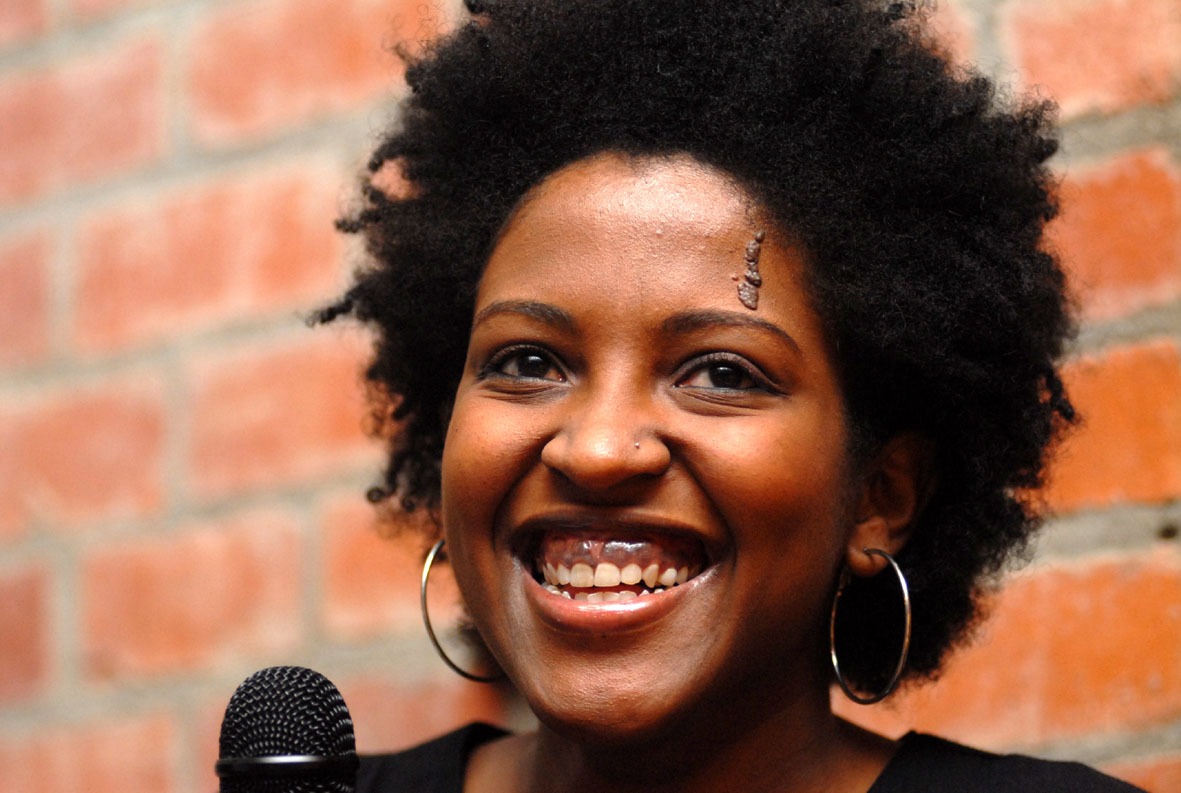
Okolloh, 2006

Ory Okolloh, Ory Okollo Mwangi es una bloguera, activista y abogada keniata nacida en 1977.

## Biografía
De familia humilde,  se licenció en ciencias políticas por la Universidad de Pittsburgh, y en derecho por Harvard.
En 2006, cofundó la web de seguimiento parlamentario Mzalendo (en suajili: "Patriota"), además también ayudó a crear Ushahidi (en suajili: "Testimonio") y tiene otro blog personal Kenyan Pundit, presentado en las Global Voices Online.
Ha trabajado de asesora legal para ONG, en Covington and Burling, la Comisión Nacional de Kenia de Derechos Humanos y el Banco Mundial.